# 戴恩 (正德進士)
戴恩（1470年—1528年），字子充，别號東濱，直隸松江府上海縣人，民籍，明朝政治人物。

## 生平
正德五年（1510年）庚午科應天府鄉試第七十二名舉人。正德六年（1511年）中式辛未科會試第二百十八名，登第二甲第六十名進士。授工部都水司主事，监浙江抽分，任满回京，管理营建乾清宫物料收支，未幾，轉员外郎，督運营建大木。十三年晋秩郎中，进阶奉議大夫，奉敕专理儀真至臨清河道。十五年（1520年）擢陕西參議，未赴任，因病乞致仕。嘉靖七年（1528年）十月卒，享年五十九。

## 家族
曾祖戴廷奉，贈南京吏部郎中；祖父戴春，曾任南京吏部郎中；父戴偉，曾任義官。母江氏。永感下。弟戴慈（贡士）。